# Barnabas Suebu
 (novembre 2019).
Barnabas Suebu (né le 29 avril 1946) est un homme politique indonésien, gouverneur de la Papouasie de 1988 à 1993 et de 2006 à 2011.
Suebu a été nommé dans les listes Heroes for the planet de Time Magazine en 2007.